# Dolina Cagayan

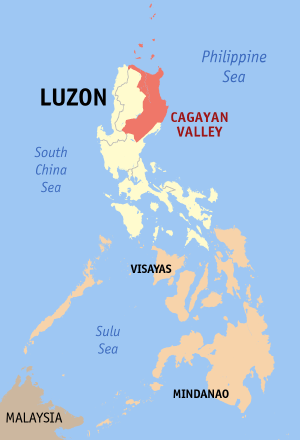
Położenie regionu Dolina Cagayan

Dolina Cagayan (fil. Lambak ng Cagayan, Region II) – jeden z 17 regionów Filipin, położony w nad Morzem Filipińskim w północno-wschodniej części wyspy Luzon.
W skład regionu wchodzi 5 prowincji:
- Batanes
- Cagayan
- Isabela
- Nueva Vizcaya
- Quirino

Ośrodkiem administracyjnym jest Tuguegarao w prowincji Cagayan.
Powierzchnia regionu wynosi 26 838 km². W 2010 roku jego populacja liczyła 3 229 163 mieszkańców.